# Tehnecijum (99mTc) arcitumomab
Tehnecijum (99mTc) arcitumomab je lek koji se koristi za dijagnostičko snimanje raka develog creva. Lek se sastoji od Fab fragmenta monoklonalnog antitela (arcitumomab, prodajno ime CEA-Scan) i radionuklida, tehnecijum-99m.

## Literatura
- Hardman JG, Limbird LE, Gilman AG (2001). Goodman & Gilman's The Pharmacological Basis of Therapeutics (10. изд.). New York: McGraw-Hill. ISBN 0071354697. doi:10.1036/0071422803.
- Thomas L. Lemke; David A. Williams, ур. (2007). Foye's Principles of Medicinal Chemistry (6. изд.). Baltimore: Lippincott Willams & Wilkins. ISBN 0781768799.

## Spoljašnje veze
|  | Molimo Vas, obratite pažnju na važno upozorenje u vezi sa temama iz oblasti medicine (zdravlja). |